# Stavba metropolitanske korporacije Karači
Stavba metropolitanske korporacije Karači (KMC) je stavba iz kolonialne dobe na cesti M. A. Džinah v središču Karačija, Sind, Pakistan. Gradnja se je začela leta 1927, dokončana leta 1930, stavba pa je bila slovesno odprta leta 1932. Velja za eno arhitekturno najbolj pomembnih stavb v Karačiju.

## Zgodovina
Temeljni kamen za nov občinski urad je bil na tem mestu prvič položen leta 1895. Temeljna dela za novo stavbo so bila dokončana leta 1915, preostala gradnja pa se je začela šele leta 1927. Gradnja je bila končana leta 1930, stavba pa je bila slovesno odprta leta 1932 kot mestna hiša Karačija. Skupni stroški so znašali 1.775.000 Rs.
Srebrna jubilejna ura stavbe, stolp z uro s kupolo v mavrskem slogu, je bila dodana leta 1935 v spomin na obisk kralja Jurija V..
Januarja 2007 je Karači praznoval 75. obletnico stavbe. Stavba je šla skozi velik projekt prenove, ki je vključeval popravilo stolpa z uro.
31. avgusta 2021 je skrbnik Karačija izdal ukaze za popravilo zgodovinske srebrne jubilejne ure iz britanskega obdobja.

## Arhitektura

### Stavba
Zasnovo stavbe je zasnoval James S.C. Wynnes, škotski arhitekt iz Edinburga. Stavba je večinoma v anglo-mogulskem slogu, ki združuje avtohtone in kolonialne sloge, vendar stavba vsebuje tudi egipčanske in španske motive. Gradnja je uporabila peščenjak Džodhpur za fasado, medtem ko je bil lokalni rumeni peščenjak Gizri uporabljen za ovitje preostalega dela stavbe.

### Urni stolp
Ura ob srebrnem jubileju in stolp z uro sta bila dodana leta 1935 in zgrajena z neomavrskimi in kolonialnimi motivi. Ura je obkrožena z besedami 'H M King George V, Silver Jubilee Clock 1935' vzdolž zunanjega oboda ure.

## Občinske funkcije
V zgodovinski in ikonični stavbi metropolitanske korporacije Karači sta urad župana in podžupana ter mestni svet (ki ima 304 člane, od katerih so vsi predsedniki sindikalnih odborov). Zaradi povečanega števila članov občinske vlade Karačija in pomanjkanja prostora je mestni svet 3. oktobra 2016 sprejel sklep o izgradnji nove stavbe mestnega sveta, da bi lahko sprejeli potrebne člane.

## Galerija
- KMC Building at night
- The Silver Jubilee Clock was added in 1935 to commemorate the visit of King George V to British India
- The building's style is a mix of European and Islamic motifs

## V popularni kulturi
V "Džindu" avtorja Green Entertainment stavba občinske korporacije Karači predstavlja sedež moči tiranskega posestnika Daada Saeina. Ta ikonična struktura služi kot vizualna metafora, ki poudarja avtoritativno prisotnost lika v pakistanski dramski seriji.